# مارشا كرامر
مارشا كرامر (بالإنجليزية: Marsha Kramer)‏ هي ممثلة أمريكية، ولدت في 19 يونيو 1945 في شيكاغو في الولايات المتحدة، وتوفيت في 23 يناير 2020 في لوس أنجلوس في الولايات المتحدة.

## وصلات خارجية
- مارشا كرامر على موقع IMDb (الإنجليزية)
- مارشا كرامر على موقع روتن توميتوز (الإنجليزية)
- مارشا كرامر على موقع قاعدة بيانات برودواي على الإنترنت (الإنجليزية)
- مارشا كرامر على موقع قاعدة بيانات الفيلم (الإنجليزية)